# Manibia lata
Manibia lata är en kräftdjursart som beskrevs av Barnard 1932. Manibia lata ingår i släktet Manibia och familjen myrbogråsuggor. Inga underarter finns listade i Catalogue of Life.